# ياسمين فريدون
ياسمين فريدون قائدة طائرة بحرينية. تعتبر أول امرأة بحرينية برتبة كابتن وفق النظام الريادي الخاص بقيادة الطائرات التجارية.

## السيرة الذاتية
في عام 2004 تخرجت من جامعة البحرين حاصلة على بكالوريوس تقنية إدارة الأعمال. ثم عملت في أحد البنوك المحلية.
انضمت فريدون إلى شركة طيران الخليج في العام 2008 طيارًا متدربًا. ثم درست وتخرجت في كلية قطر للطيران في العاصمة القطرية الدوحة. ثم بدأت على الفور الدراسة والتدريبات اللازمة على الطائرة التي ستقودها حيث استغرقت الدراسة 45 شهر تدربت خلالها على قيادة طائرات إيرباص إيه 320. قامت بأول رحلة بعد الانتهاء من الدراسة حيث كانت رحلة تدريبية بين العاصمة القبرصية لارنكا والبحرين.
وفي عام 2014 أكملت بنجاح ساعات الطيران المطلوبة لتكون بذلك أول سيدة بحرينية تتبوأ رتبة كابتن.
قالت فريدون بعد تخرجها وحصولها على رتبة كابتن:
بينما صرح رئيس قطاع العمليات بطيران الخليج ناصر السالمي لوكالة أنباء البحرين:

## تكريم
في 5 ديسمبر 2019 أقامت هيئة البحرين للثقافة والآثار معرض بعنوان: (كل ما هي عليّه: عندما تعكس الصورة ما يعنيه نجاح المرأة البحرينية) وذلك بمناسبة يوم المرأة البحرينية في مركز الفنون حيث قدم المعرض صور فوتوغرافية لعدد من الشخصيات البحرينية من بينهن فريدون.
في 20 فبراير 2021 بثت قناة باليوتيوب عن رحلة طائرة ⁧طيران الخليج⁩ من ⁧البحرين⁩ إلى ⁧فرانكفورت⁩ و⁧باريس⁩ بقيادة فريدون ومساعدتها البحرينية فاطمة إبراهيم. وأعربت جمعية البحرين لمراقبة حقوق الإنسان عن افتخارها لما وصلت له المرأة البحرينية من مكانه متقدمة في كافة المجالات.